# 에무 플랫
에무 플랫(Emu Flat)은 오스트레일리아 사우스오스트레일리아주에 위치한 도시이다. 왼쪽으로 클레어가 위치해 있으며, 아래로 스프링 굴리가 위치해 있다.